# Manucodia chalybatus
La manucodia crespata (Manucodia chalybatus (Forster, 1781)) è un uccello passeriforme della famiglia dei paradiseidi.

## Descrizione

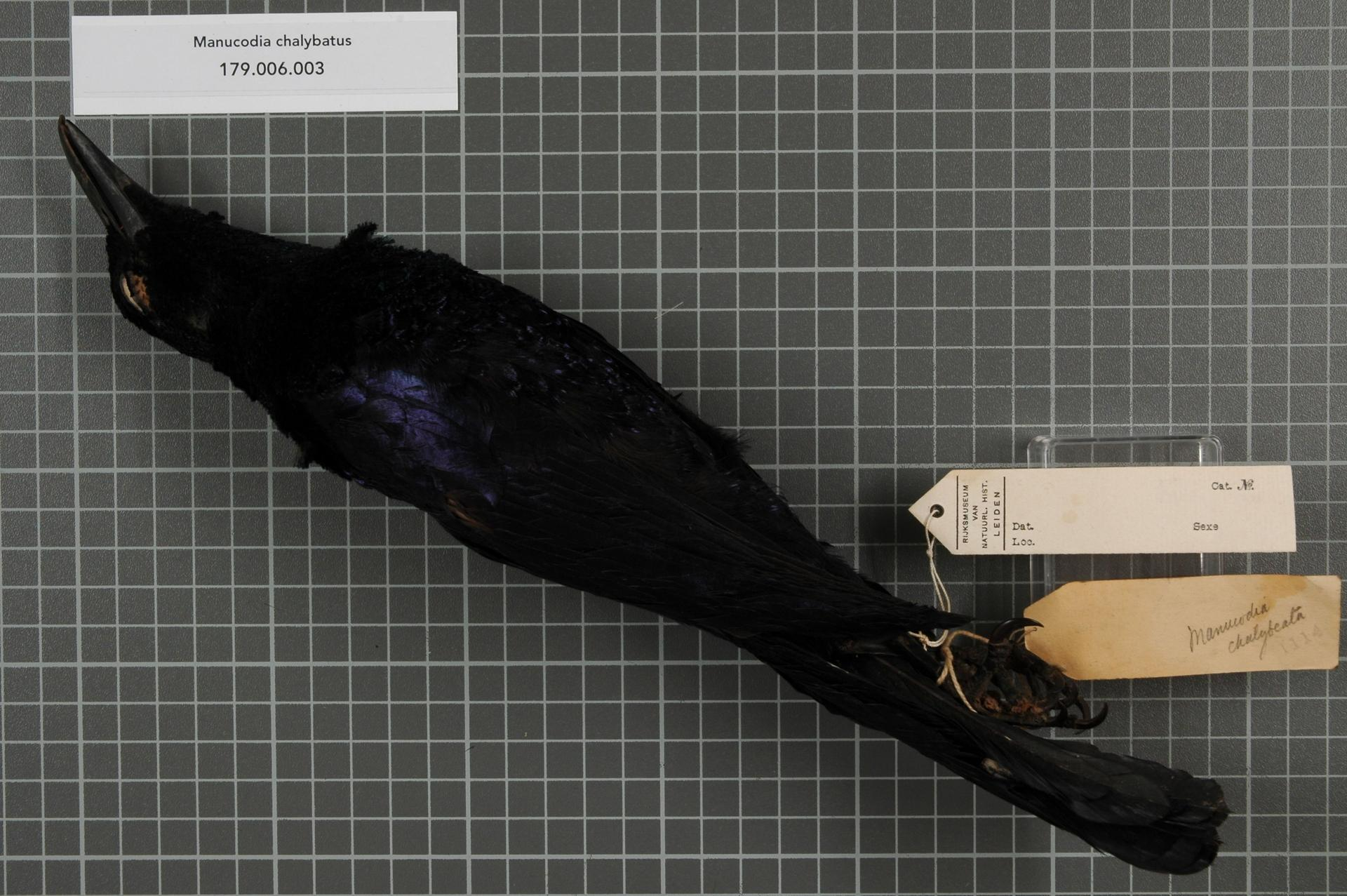
Esemplare conservato.

### Dimensioni
Misura fra i 33 e i 36 cm, per un peso di 160-255 g: a parità d'età, i maschi sono più grossi e robusti rispetto alle femmine.

### Aspetto
Si tratta di uccelli superficialmente piuttosto rassomiglianti a un corvo, specialmente per il colore scuro, le forti zampe, la coda squadrata e il forte becco conico e allungato.

Il piumaggio è di colore nero su tutto il corpo, con sfumature metalliche verdi alla base del collo (dove le penne dal bordo metallizzato formano dei caratteristici motivi a zig zag) e blu o porpora (specialmente nei maschi, mentre nelle femmine il porpora è quasi del tutto assente) su petto, ali e dorso: le penne del ventre mostrano tendenza a schiarirsi in punta, dando un aspetto opaco a questa zona, mentre sul vertice e ai lati del collo le penne tendono ad arricciarsi leggermente. Gli occhi sono rossi, zampe e becco sono di colore nero.

## Biologia

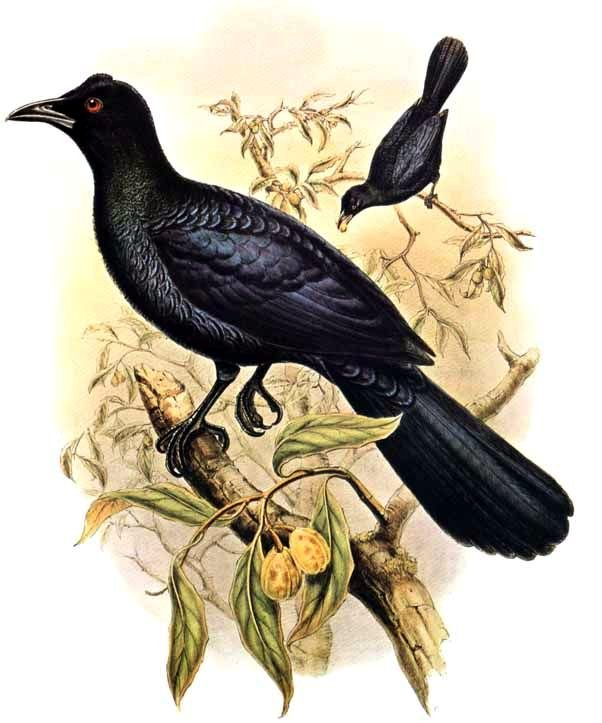
Illustrazione di una coppia a opera di R. B. Sharpe.

Si tratta di animali dalle abitudini diurne, che tendono a vivere da soli o in coppie fra i rami degli alberi: pur essendo piuttosto timidi e pronti a rifugiarsi nel folto della vegetazione al minimo segnale di pericolo, questi uccelli essendo molto comuni possono essere osservati abbastanza frequentemente nel proprio areale, e ancora più facilmente può capitare di sentirne il richiamo (una serie di otto note basse) o il caratteristico fruscio delle ali emesso dall'animale in volo, dovuto alla forma particolare delle penne alari. Si tratta di uccelli piuttosto aggressivi nei confronti di conspecifici ed altre specie frugivore quando si tratta di difendere i siti di approvvigionamento di cibo, tanto che a differenza delle altre manucodie è difficile osservarli in gruppi interspecifici.

### Alimentazione
Queste manucodie sono essenzialmente frugivore, basando la propria dieta perlopiù sui fichi: mangiano senza problemi ogni tipo di frutto maturo, e si cibano anche in misura minore di insetti e altri piccoli invertebrati, oltre che di nettare.

### Riproduzione
La stagione riproduttiva va da giugno a settembre, sebbene siano osservabili coppie in nidificazione anche in gennaio o in aprile.

Il maschio corteggia la femmina fra i rami degli alberi, seguendola e tenendo le ali e la coda ben spiegate, le penne arruffate ed emettendo un richiamo nasale, per poi montarla una volta che essa si mostri disponibile all'accoppiamento. Come tutte le manucodie, anche la manucodia crespata è rigidamente monogama: i due sessi collaborano nella costruzione del nido a coppa, che viene costruito intrecciando con grande perizia rametti e fibre vegetali alla biforcazione di un ramo, oltre che nella cova delle 1-2 uova e nell'allevamento dei nidiacei fino all'involo e all'indipendenza.

## Distribuzione e habitat
Con un areale piuttosto frammentato, la manucodia crespata è diffusa in buona parte della Nuova Guinea, fatta eccezione per la porzione pianeggiante sud-occidentale dell'isola: la si trova anche sull'isola di Misool.
Il suo habitat è rappresentato dalle aree collinari ricoperte da foresta pluviale e foresta montana, al di sopra dei 500-750 m di quota, dove sostituisce la manucodia di Jobi: su Misool la specie è presente anche a quote più basse.

## Tassonomia
La specie è monotipica, ossia non presenta sottospecie. Alcuni autori proporrebbero il cambiamento di nome in M. chalybata, ma tale soluzione non è generalmente accettata.
Il nome scientifico della specie, chalybatus deriva dal latino chalybeus, col significato di "del colore dell'acciaio", in riferimento ai riflessi metallici del piumaggio di questi uccelli.